# Oliver Hart (economist)
Oliver Simon D'Arcy Hart (n. 9 octombrie 1948, Londra, Anglia, Regatul Unit) este un economist american născut în Marea Britanie și profesor de economie la Universitatea Harvard. El a obținut, împreună cu Bengt R. Holmström, Premiul Nobel pentru Economie în 2016 pentru contribuțiile lor la teoria contractelor.